# Чжоунин
Чжоуни́н (кит. упр. 周宁, пиньинь Zhōuníng) — уезд городского округа Ниндэ провинции Фуцзянь (КНР).

## История
Уезд был выделен в 1945 году из уезда Ниндэ.
После образования КНР в 1949 году был создан Специальный район Фуань (福安专区), и уезд вошёл в его состав. В 1971 году власти Специального района переехали из уезда Фуань в уезд Ниндэ, а сам специальный район был переименован в Округ Ниндэ (宁德地区).
Постановлением Госсовета КНР от 14 ноября 1999 года округ Ниндэ был преобразован в городской округ.

## Административное деление
Уезд делится на 6 посёлков и 3 волости.